# Conus escondidai
Espèce
Statut de conservation UICN

 DD  : Données insuffisantes
Conus escondidai est une espèce de mollusques gastéropodes marins de la famille des Conidae.
Comme toutes les espèces du genre Conus, ces escargots sont prédateurs et venimeux. Ils sont capables de « piquer » les humains et doivent donc être manipulés avec précaution, voire pas du tout.

## Description
La taille de la coquille varie entre 30 mm et 52 mm.

## Distribution
Cette espèce marine est présente au large des Philippines.

### Niveau de risque d’extinction de l’espèce
Selon l'analyse de l'UICN réalisée en 2011 pour la définition du niveau de risque d'extinction, cette espèce n'est connue que de l'île d'Aliguay. Aucun individu vivant n'a été capturé, il pourrait donc s'agir d'une espèce fossile. Bien qu'elle ne soit connue que d'un seul endroit, toute son aire de répartition connue est protégée. On ne sait rien du statut de la population, du microhabitat ou du cycle biologique. Compte tenu de cette incertitude, elle est actuellement inscrite dans la catégorie Données insuffisantes.

## Taxonomie

### Publication originale
L'espèce Conus escondidai a été décrite pour la première fois en 2005 par les malacologistes Guido T. Poppe et Sheila P. Tagaro dans la publication intitulée « Visaya »,.

### Synonymes
- Calamiconus escondidai (Poppe & Tagaro, 2005) · non accepté
- Conus (Lividoconus) escondidai Poppe & Tagaro, 2005 · appellation alternative

## Identifiants taxonomiques
Chaque taxon catalogué par les bases de données biologiques et taxonomiques possède un identifiant qui permet d'établir un point de référence. Les identifiants de Conus escondidai dans les principales bases sont les suivants :
CoL : XXCQ - GBIF : 5728147 - iNaturalist : 431956 - IRMNG : 11866810 - TAXREF : 138007 - UICN : 192491 - WoRMS : 389261